# Бошко Петровић (књижевник)
Бошко Петровић (Велики Варадин, 7. јануар 1915 — Нови Сад, 30. јун 2001) био је српски књижевник и академик.

## Биографија
Основну школу (четири разреда) окончао је у Моровићу, а гимназију у Новом Саду, где је матурирао 1933. године. Студирао је немачки језик и књижевност на Филозофском факултету у Београду, где је и дипломирао 1938. године. У току студија провео је годину дана (1936. године) у Минхену, где је усавршио немачки језик.
Његова поезија је богата лирским елементима везаним за природу његове родне Војводине. У смислу модерности песничког израза ретки су његови искораци мимо патетике и везаног стиха. Највише је постигао у песмама неуједначене дужине стиха где се одваја од лирске фасцинације ка благо метафизичким идејама.
Веома добро је преводио песнике који су писали на немачком језику као што су Рилке, Брехт, Целан и остали. У прози највише постигао херметичним романом „Певач“ који је био у најужем избору за Нинову награду. Недавно је објављен у едицији Офф Нин издавача Завод за уџбенике и наставна средства. Исти издавач је штампао и његова вишетомна Сабрана дела.
Био је члан уредништва (1953—1964) и уредник Летописа Матице српске у периоду 1965-1969. године. До смрти је био почасни председник Матице српске у Новом Саду.
На Скупштини Матице српске 1969. године изабран је на положај секретара Матице српске. На дужности секретара Матице српске остао је до 1979. године.
За дописног члана Српске академије наука и уметности изабран је 21. марта 1974, а за редовног 7. маја 1981. године.

## Награде
- Змајева награда, за књигу Лагано промичу облаци, 1957.[1]
- Октобарска награда Новог Сада, 1963.[1]
- Награда за животно дело Друштва књижевника Војводине, 1980.[1]
- Седмојулска награда, 1985.[1]
- Награда „Карољ Сирмаи”, 1985.[1]
- Изузетна Вукова награда, 1987.
- Награда Задужбине Јакова Игњатовића, за роман Певач, 1991.
- Награда „Лаза Костић”, за Сабрана дела, 1997.
- Награда „Жак Конфино”, за збирку прича Време времена, 1997.
- Награда „Милица Стојадиновић Српкиња”, 1999.
- Награда „Павле Марковић Адамов”, за животно дело, 1999.